# 具角血蜱
具角血蜱（学名：Haemaphysalis cornigera）为硬蜱科血蜱屬下的一个种。